# جون لوكاس (كاتب سيناريو)
جون لوكاس (بالإنجليزية: John Meredyth Lucas)‏ (و. 1919 – 2002 م) هو كاتب سيناريو، ومخرج أفلام، ومنتج أفلام أمريكي، ولد في لوس أنجلوس، توفي في نيوبورت بيتش، أورانج، كاليفورنيا، عن عمر يناهز 83 عاماً، بسبب ابيضاض الدم.

## وصلات خارجية
- جون لوكاس على موقع IMDb (الإنجليزية)
- جون لوكاس على موقع روتن توميتوز (الإنجليزية)
- جون لوكاس على موقع ألو سيني (الفرنسية)
- جون لوكاس على موقع أول موفي (الإنجليزية)
- جون لوكاس على موقع قاعدة بيانات الأفلام السويدية (السويدية)
- جون لوكاس على موقع قاعدة بيانات الفيلم (الإنجليزية)
- جون لوكاس على موقع كينوبويسك (الروسية)